# Eduard von Borsody

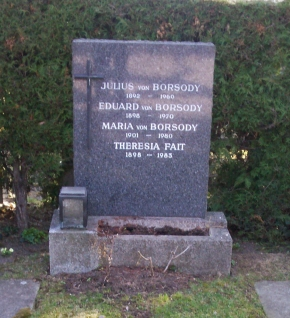
Tumba de Eduard von Borsody

Eduard von Borsody (* 13 de junio de 1898 en Viena; † 1 de enero de 1970 en Viena) fue una cámara, montador, realizador y guionista austriaco.
Eduard von Borsody fue el padre del actor Hans von Borsody y hermano menor del primer arquitecto fílmico de Austria, Julius von Borsody.

## Filmografía

### Cine mudo
Como operador de cámara, cuando no se especifica otra cosa:
- 1923: Der junge Medardus
- 1925: Die vertauschte Braut
- 1925: Liebesgeschichten
- 1925: Der Bastard
- 1926: Die Mühle von Sanssouci – Kameraassistenz
- 1926: Fiaker Nr. 13 – Kamera mit Gustav Ucicky
- 1926: Dürfen wir schweigen?
- 1926: Die dritte Eskadron  – Con Gustav Ucicky
- 1926: Der goldene Schmetterling
- 1927: Die Pratermizzi
- 1927: Trommelfeuer der Liebe (Tingel Tangel) (Dirección: Gustav Ucicky)
- 1927: Höhere Töchter
- 1928: Polizeibericht Überfall
- 1928: Es zogen drei Burschen
- 1928: Der Fall des Staatsanwalts M…
- 1929: Die Frau auf der Banknote (Die Dame auf der Banknote)
- 1929: Der Ruf des Nordens
- 1930: Liebeskleeblatt
- 1930: Die Jugendgeliebte
- 1930: Rivalen im Weltrekord
- 1930: Der Tanz ins Glück

### Cine sonoro hasta 1945
- 1931: Yorck (Gustav Ucicky) – Asistente de dirección, Montaje
- 1932: Das schöne Abenteuer (Reinhold Schünzel) – Montaje
- 1932: La belle aventure (Reinhold Schünzel) – Montaje
- 1933: Morgenrot (Gustav Ucicky) – Montaje
- 1933: Flüchtlinge (Gustav Ucicky) – Montaje
- 1934: Der junge Baron Neuhaus (Gustav Ucicky) – Montaje
- 1935: Frischer Wind aus Kanada (Erich Holder, Heinz Kentner) – Montaje
- 1935: Das Mädchen Johanna (Gustav Ucicky) – Montaje
- 1935: Schnitzel fliegt (Kurz-Spielfilm) – Dirección, guion
- 1936: Die letzten Vier von Santa Cruz (Werner Klingler) – Montaje
- 1936: Savoy-Hotel 217 (Gustav Ucicky) – Montaje
- 1936: Was ein Häkchen werden will  – Dirección
- 1936: Stradivaris Schülergeige  – Dirección
- 1936: Rosen und Liebe  – Dirección
- 1936: Stadt Anatol - (Dirección, Guion)
- 1936: Patentkunstschloss  – Dirección
- 1936: In 40 Minuten  – Dirección
- 1936: Die Hochzeitsreise – Dirección
- 1936: Früh übt sich  – Dirección
- 1936: Du bist so schön, Berlinerin  – Dirección
- 1937: Der Mann, der Sherlock Holmes war – Dirección
- 1937: Jürgens riecht Lunte (Kurz-Spielfilm) – Dirección, Guion
- 1937: Brillanten – Dirección
- 1937: Die Bombenidee (Kurz-Spielfilm) – Dirección
- 1938: Kautschuk/Die Grüne Hölle – Dirección, Guion
- 1939: Sensationsprozess Casilla – Dirección
- 1939: Kongo-Express – Dirección, Drehbuch
- 1940: Wunschkonzert  – Dirección, Guion
- 1942: Wen die Götter lieben (Karl Hartl) – Guion

### Producción después de la Segunda Guerra Mundial
- 1944/1947: Jugendliebe  – Dirección
- 1948: Die Frau am Wege – Dirección, Drehbuch
- 1948: Arlberg-Express – Dirección
- 1949: Bergwasser (Weißes Gold) – Regie, Guion
- 1950: Hochzeit mit Erika – Dirección, Guion
- 1950: Die Kreuzlschreiber  – Dirección, Guion
- 1950: Das vierte Gebot – Dirección, Guion
- 1950: Sensation im Savoy – Dirección
- 1951: Rausch einer Nacht – Dirección
- 1952: Verlorene Melodie – Regie, Guion
- 1952: Ich hab’ mich so an Dich gewöhnt – Dirección, Drehbuch
- 1952: Die Wirtin von Maria Wörth – Dirección, Guion
- 1953: Ich und meine Frau – Dirección, Guion
- 1953: Hab’ ich nur Deine Liebe – Dirección
- 1954: Maxie – Dirección, Drehbuch
- 1955: Der Major und die Stiere – Dirección
- 1956: Geliebte Corinna – Dirección
- 1956: Dany, bitte schreiben Sie – Dirección, Guion
- 1956: Liane, das Mädchen aus dem Urwald – Dirección
- 1958: Skandal um Dodo – Dirección
- 1959: Der Schäfer vom Trutzberg – Dirección
- 1959: Traumrevue – Dirección
- 1959: Wenn die Glocken hell erklingen – Dirección, Guion
- 1961: Liane, die Tochter des Dschungels – Dirección
- 1962: Romanze in Venedig – Dirección, Guion
- 1963: Sturm am wilden Kaiser  – Dirección, Guion